# Katharina Seck
Katharina Seck (* 8. Juni 1987 in Hachenburg) ist eine deutsche Schriftstellerin. Sie schreibt phantastische Romane und unter dem Namen Kati Seck Gegenwartsliteratur.

## Leben und Werk
Katharina Seck lebt in Hachenburg im Westerwald, wo sie auch aufgewachsen ist und das Private Gymnasium Marienstatt besuchte. Neben ihrer Tätigkeit als Schriftstellerin arbeitet sie bei der Verbandsgemeindeverwaltung. Ihr Roman Die silberne Königin wurde 2017 in der Kategorie Bestes Buch mit dem Phantastik-Literaturpreis Seraph ausgezeichnet.

## Veröffentlichungen
Als Katharina Seck
- Shadowfall – Schattenwende. acabus-Verlag, Hamburg 2011, ISBN 978-3-941404-94-6.
- Die Silberne Königin. Bastei Lübbe, Köln, 2016, ISBN 978-3-404-20862-3.
- Tochter des dunklen Waldes. Bastei Lübbe, Köln 2017, ISBN 978-3-404-20880-7.
- Adriana zwischen den Welten. Drachenmond-Verlag, 2018, ISBN 978-3-95991-892-3.
- Die Dunkeldorn-Chroniken. 3 Bände. Blanvalet, Berlin 2022/2023.
- Die Vermesserin der Worte. Roman. HarperCollins, Hamburg 2024, ISBN 978-3-365-00568-2.

Als Kati Seck
- Die Stille zwischen Himmel und Meer. Bastei Lübbe, Köln 2017, ISBN 978-3-404-17590-1.
- Dein fremdes Herz. Bastei Lübbe, Köln 2019, ISBN 978-3-404-17752-3.